# Qingdao
Qingdao, dt. nach Duden Tsingtau (chinesisch 青島市 / 青岛市, Pinyin Qīngdǎo Shì, W.-G. Tsingtao Shih – „Grüne-Insel-Stadt“, nach Stange Tsingtao Schi, kurz 青島 / 青岛anhören (hochchinesisch)ⓘ), ist eine Hafenstadt in der Provinz Shandong (nach Stange: Schantung) im Osten der Volksrepublik China und eine der in dieser Provinz zwei, in ganz China 15 provinzunmittelbaren Städte. Die Abkürzung der Stadt 青,  qīng bedeutet etwa „grün“, aber auch „üppig, saftig“ mit Anspielung auf die Vegetation.
Von 1898 bis 1919 gehörte die Stadt als deutsche Kolonie Kiautschou zum Deutschen Reich.
Weltweit bekannt ist die Küstenmetropole für ihr Tsingtao-Bier, das seinen Ursprung in der deutschen Kolonialzeit hat. Zu den Olympischen Sommerspielen von Peking 2008 wurden vor der Küste Qingdaos die Segelwettbewerbe ausgetragen.

## Administrative Gliederung
Qingdao erreichte seine gegenwärtige Größe durch Eingemeindung der ehemaligen Kreise Jimo, Jiaozhou und Jiaonan im Jahre 1977 sowie Laixi und Pingdu im Jahre 1984. Auf Kreisebene setzt sich Qingdao heute aus sieben Stadtbezirken und drei kreisfreien Städten zusammen. Diese sind:
| Kreisebene                                                  | Admin. Code | Fläche (km²) | Bevölkerung (2010) | Bevölkerungs- dichte (Einw./km²) |
| ----------------------------------------------------------- | ----------- | ------------ | ------------------ | -------------------------------- |
| Stadtbezirk Shinan 市南區 / 市南区, Shìnán Qū – „Südstadt“  | 370202      | 0030,01      | 0.544.800          | 18.153,95                        |
| Stadtbezirk Shibei 市北區 / 市北区, Shìběi Qū – „Nordstadt“ | 370203      | 0063,18      | 1.020.700          | 16.155,43                        |
| Stadtbezirk Huangdao 黃島區 / 黄岛区, Huángdǎo Qū           | 370211      | 2220,10      | 1.392.600          | 00.627,27                        |
| Stadtbezirk Laoshan 嶗山區 / 崂山区, Láoshān Qū             | 370212      | 0389,34      | 0.379.500          | 00.974,73                        |
| Stadtbezirk Licang 李滄區 / 李沧区, Lǐcāng Qū               | 370213      | 0095,52      | 0.512.400          | 05.364,32                        |
| Stadtbezirk Chengyang 城陽區 / 城阳区, Chéngyáng Qū         | 370214      | 553,2        | 0.737.200          | 01.332,61                        |
| Stadtbezirk Jimo 即墨区, Jímò Qū                            | 370282      | 1727,00      | 1.177.200          | 00.681,64                        |
| Stadt Jiaozhou 膠州市 / 胶州市, Jiāozhōu Shì                | 370281      | 1210,00      | 0.843.100          | 00.696,78                        |
| Stadt Pingdu 平度市, Píngdù Shì                             | 370283      | 3166,00      | 1.357.400          | 00.428,74                        |
| Stadt Laixi 萊西市 / 莱西市, Láixī Shì                      | 370285      | 1522,00      | 0.750.200          | 0.492,9                          |

## Etymologie
Nach den ersten bekannten deutschsprachigen Aufzeichnungen wurde der Ort als „Dorf Chingtau-kau“ (青岛口,  Qīngdǎokǒu) bekannt. Nachfolgend wurde zunächst die Bezeichnung „Tsintau“ verwendet. Mit Datum vom 12. Oktober 1899 wurde als deutscher Name die Bezeichnung „Tsingtau“ festgelegt.

## Bevölkerungsentwicklung der Agglomeration

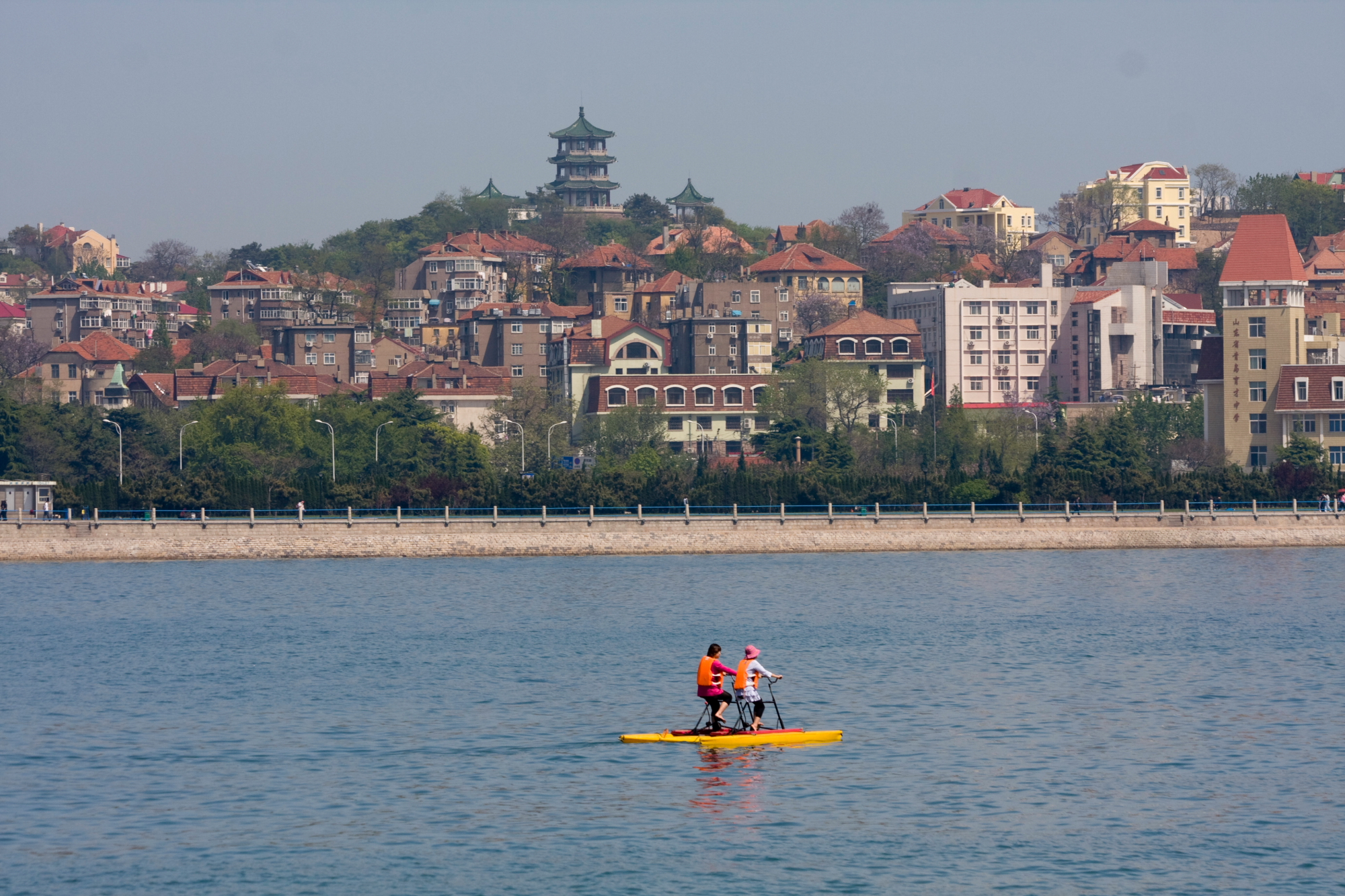
Kolonialarchitektur (2009)

In dem eigentlichen urbanen Siedlungsraum der Stadt lebten 2017 knapp 5,3 Millionen Einwohner. Die restliche Bevölkerung wohnt im ländlichen Umland. Wegen der voranschreitenden Urbanisierung wird bis 2035 mit 7 Millionen Einwohnern in der Agglomeration gerechnet.
| Jahr | Einwohnerzahl |
| ---- | ------------- |
| 1950 | 0.751.000     |
| 1960 | 0.902.000     |
| 1970 | 0.906.000     |
| 1980 | 1.095.000     |
| 1990 | 2.165.000     |
| 2000 | 3.363.000     |
| 2010 | 4.512.000     |
| 2017 | 5.265.000     |

## Geschichte

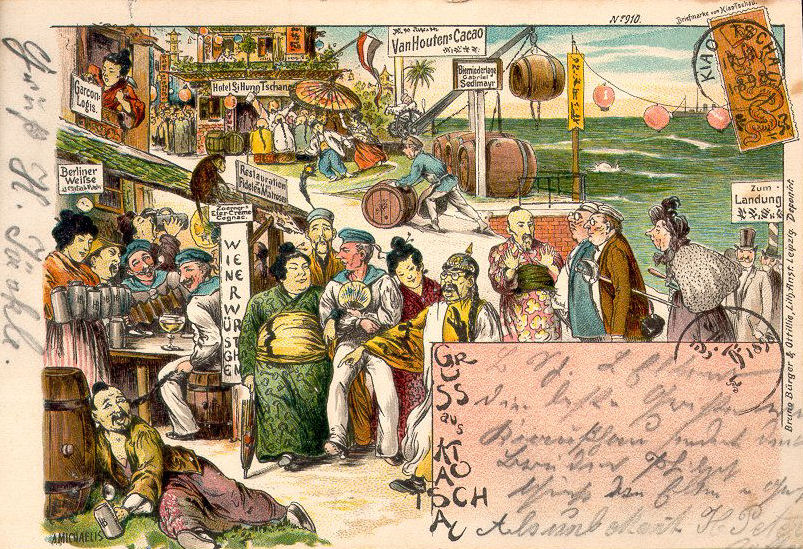
Satirische deutsche Postkarte mit Beschreibung der Slums von Tsingtau 1898

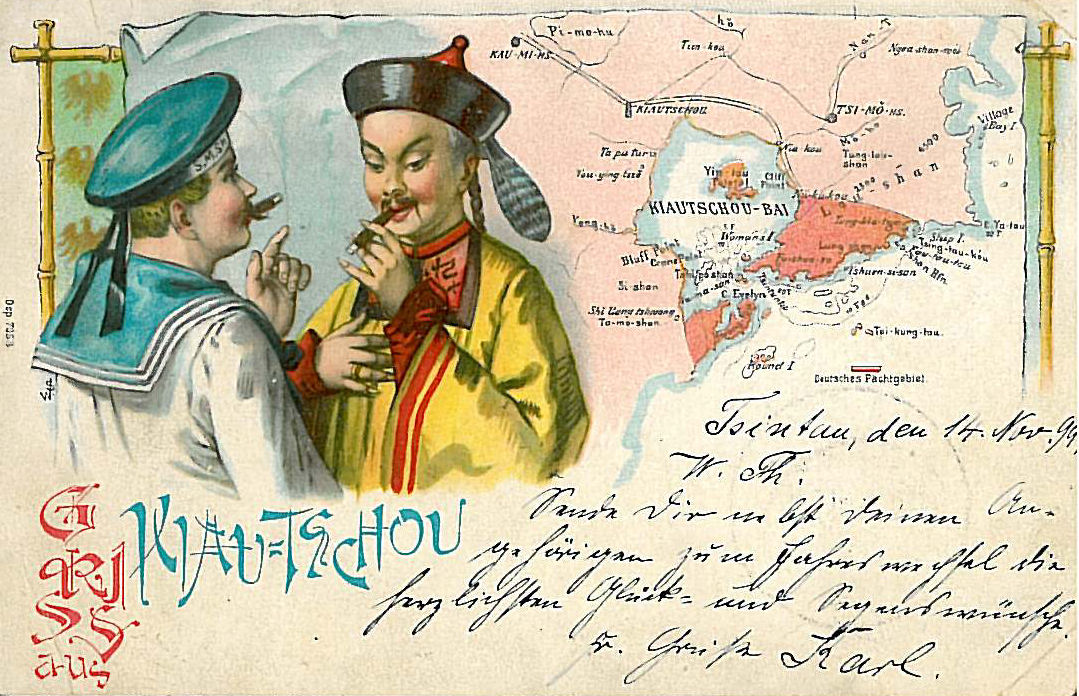
Gruß aus Kiau-Tschou 1899. Historische Postkarte

Qingdao war seit dem ausgehenden 19. Jahrhundert ein deutscher Kolonial-Handels- und Kriegsmarinestützpunkt. Bestrebungen, im ostasiatischen Raum einen Stützpunkt zu besitzen, lassen sich in Preußen bis in das Jahr 1859 zurückverfolgen, als ein Geschwader der preußischen Marine im selbigen Jahr, die Preußische Ostasienexpedition, nach Ostasien abfuhr.
Handels- und Marinekreise waren seit der Öffnung Chinas in den Opiumkriegen daran interessiert, dem deutschen Chinahandel den notwendigen militärischen Rückhalt zu verschaffen, ohne den deutsche Kaufleute nur schwer hätten Fuß fassen können. Auch andere Staaten, darunter Großbritannien, Russland und Frankreich, schufen sich zwischen 1842 und 1899 Handelsstützpunkte in China.
1896 beschloss die Reichsregierung, den Erwerb eines Stützpunkts aktiv zu betreiben. Der als Juye-Vorfall bekannt gewordene Übergriff auf deutsche Missionare, bei dem zwei von ihnen getötet wurden, bot den Anlass, ein Kreuzergeschwader der Kaiserlichen Marine unter Konteradmiral Otto von Diederichs zu entsenden und China ein Ultimatum zur Überlassung eines Pachtgebiets zu stellen. Angesichts der militärischen Übermacht gab China nach. Ein Pachtvertrag auf 99 Jahre wurde am 6. März 1898 unterzeichnet. (siehe: Kanonenbootpolitik)
Bei seiner Besetzung durch deutsche Truppen am 14. November 1897 war Qingdao ein Fischerdorf aus Lehmhütten mit einem um 1796 gebauten Tempel für die Himmelsgöttin und einem „Yamen“, dem Verwaltungssitz, in dem ein chinesischer Offizier als Verwaltungschef saß, dem auch eine kleine Militäreinheit unterstand.
Von 1897 bis 1914 stand Qingdao als Hauptstadt des „Deutschen Schutzgebiets Kiautschou“ unter deutscher Herrschaft. Aus dieser Zeit sind viele Bauten erhalten, so zum Beispiel eine Brauerei, ein Bahnhof, eine protestantische Kirche sowie die Residenz des Gouverneurs. Der bauliche Bestand sowie das Leben der Einwohner wurden erstmals 1903–1906 fotografisch von Friedrich Behme dokumentiert. West-Shandong war einer der Schauplätze des Boxeraufstandes von 1900, in dem versucht wurde, die Kolonialherren aus China zu vertreiben. 1913 bestand die Stadtbevölkerung aus 53.312 Chinesen, 2.069 Europäern und Amerikanern, 2.400 Soldaten der Garnison, 205 Japanern und 25 anderen Asiaten.
Nach Beginn des Ersten Weltkrieges wurde die Stadt ab dem 2. September 1914 von den Japanern gleichzeitig von See her, per Artillerie und durch mit Bomben bestückte Flugzeuge angegriffen. Qingdao gilt als die erste Stadt der Geschichte, die gezielt mehrmals aus der Luft bombardiert wurde. Nach mehrwöchiger Belagerung von Tsingtau durch die Japaner gaben die deutschen Truppen in der Stadt nach Verschuss der letzten Munition am 7. November 1914 auf und die Stadt wurde von den Japanern besetzt. Das Ostasiengeschwader befand sich bei Kriegsbeginn in der Südsee und kehrte nicht nach Tsingtau zurück.
Die deutschen Verteidiger wurden nach Japan in Kriegsgefangenschaft verbracht. Sie lebten dort in mehreren Lagern und wurden teilweise erst 1920 aus der Kriegsgefangenschaft entlassen. Die bekanntesten Lager hießen Matsuyama und Bandō.
Nach der japanischen Eroberung Tsingtaus strömten japanische Kaufleute und Gewerbetreibende in die Stadt. Es entstand ein Japanerviertel, in dem 1920 bereits 17.597 Japaner lebten, die wie die Deutschen den Ehrgeiz hatten, eine „Musterkolonie“ aufzubauen.
Entsprechend den Bestimmungen des Versailler Vertrages blieb die Kolonie zunächst in japanischer Hand. Die Rückgabe an China erfolgte erst am 10. Dezember des Jahres 1922. In der Folgezeit führten die bürgerkriegsähnlichen Zustände der Warlord-Epoche zu wirtschaftlicher Stagnation.
Unter nationalchinesischer Regierung und nach dem Zweiten Weltkrieg nutzten die USA Qingdao zeitweise als Flottenbasis. Dies fand 1949 ein Ende, nachdem die Stadt von den chinesischen Kommunisten eingenommen worden war.
In der Nähe des Hafens befand sich 1986 ein U-Bootstützpunkt der Marine der Volksbefreiungsarmee.

## Die Stadt heute

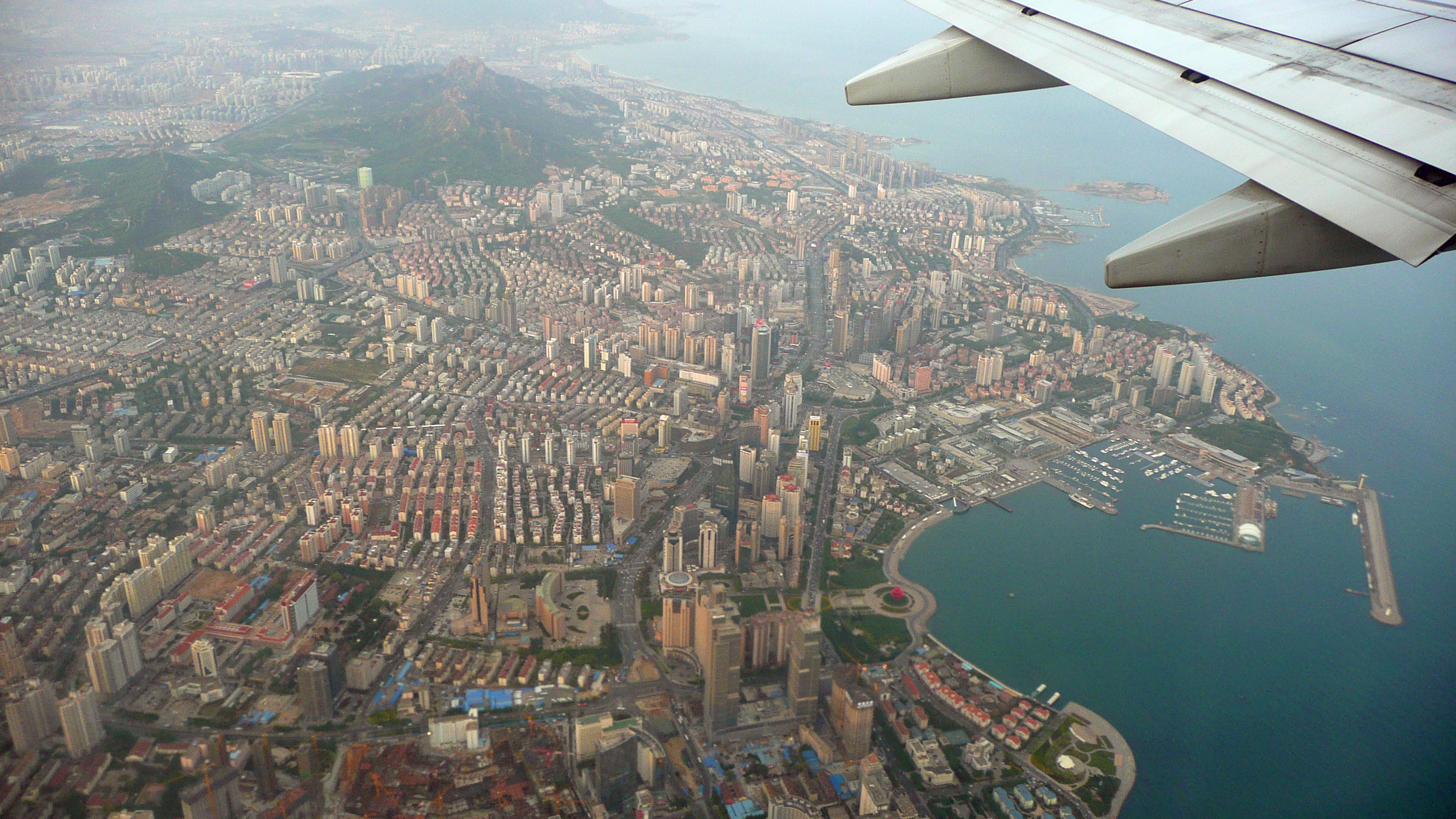
Luftaufnahme von Qingdao

Aus Qingdao ist inzwischen eine Millionenstadt geworden. Dem bis heute anhaltenden Bauboom wichen viele alte Kolonialbauten. Bis in die 1990er Jahre wurden viele von ihnen abgerissen. Jedoch sind die bedeutendsten Gebäude von damals erhalten geblieben und von der Stadt geschützt. Heute ist man in Qingdao stolz auf das architektonische Erbe aus der deutschen Kolonialzeit. Um neue Bauflächen zu schaffen, wurden zahlreiche Hügel im Stadtgebiet nivelliert. Die Wertschätzung für den deutschen Baustil geht heute so weit, dass in mehreren Neubaugebieten abweichend von der üblichen Hochhausbauweise vorwiegend mittelhohe, „deutsch“ aussehende Wohnhäuser in die grüne Landschaft eingepasst wurden.

## Die wichtigsten Gebäude der Altstadt

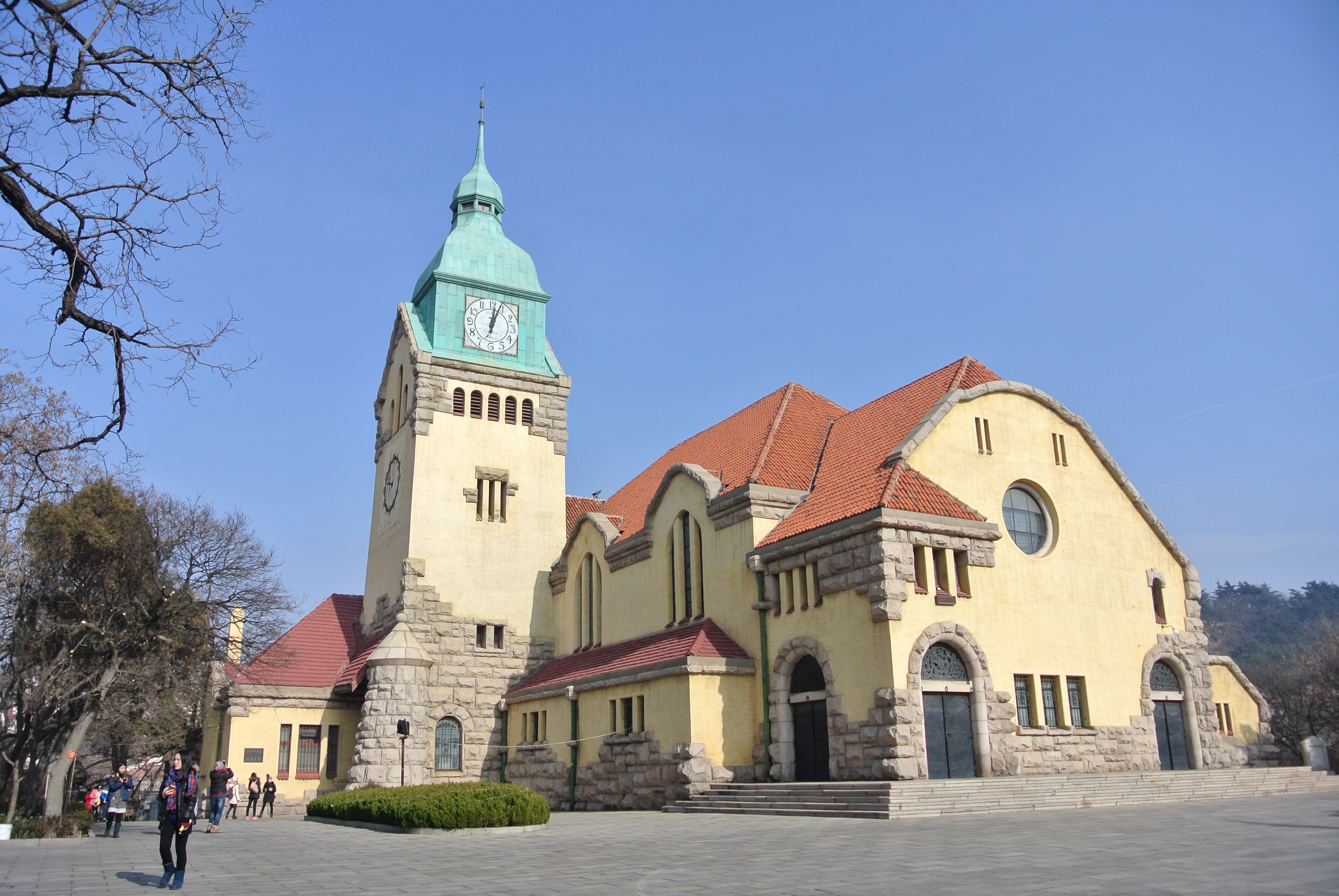
Evangelische Kirche für Tsingtau
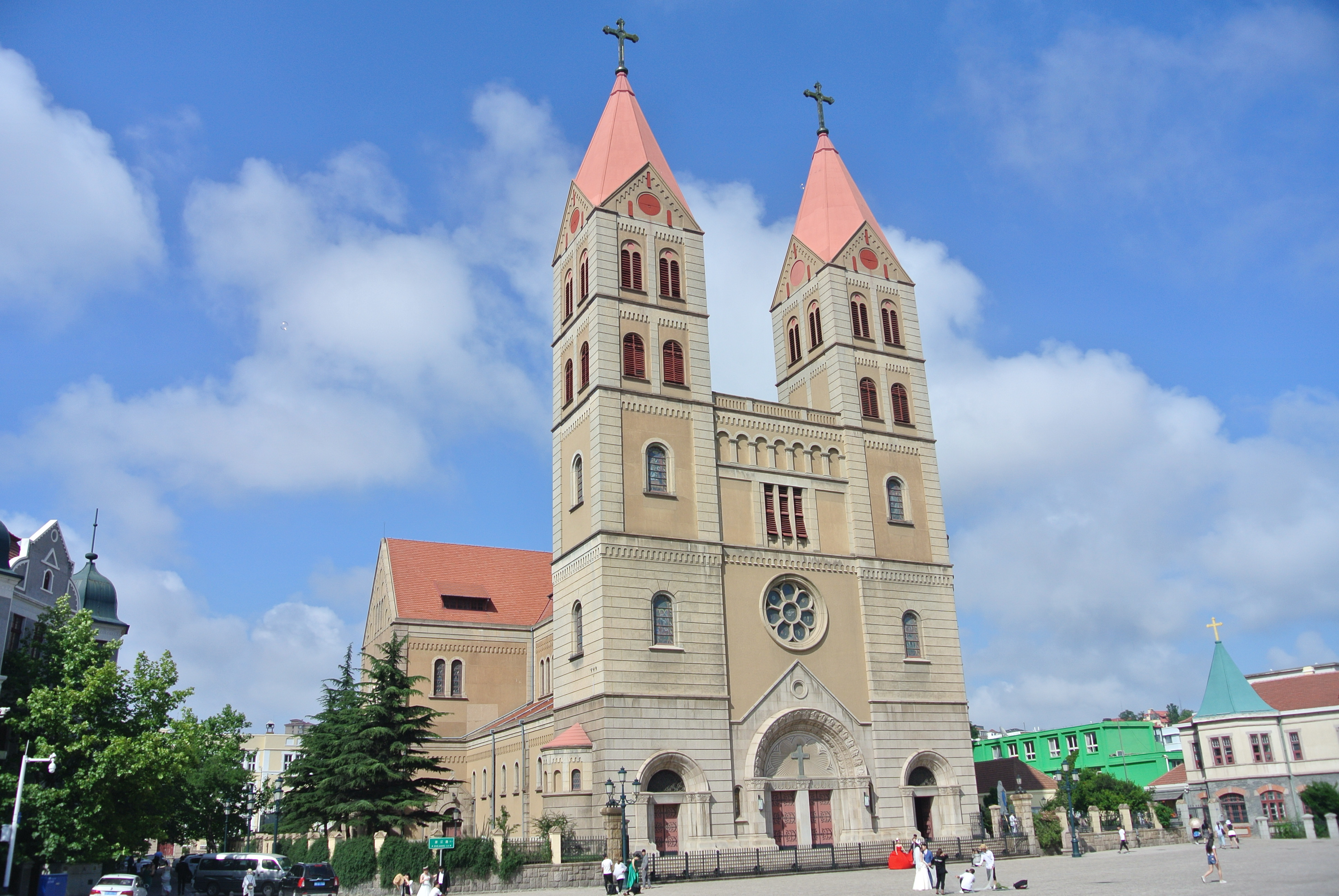
Kathedrale St. Michael
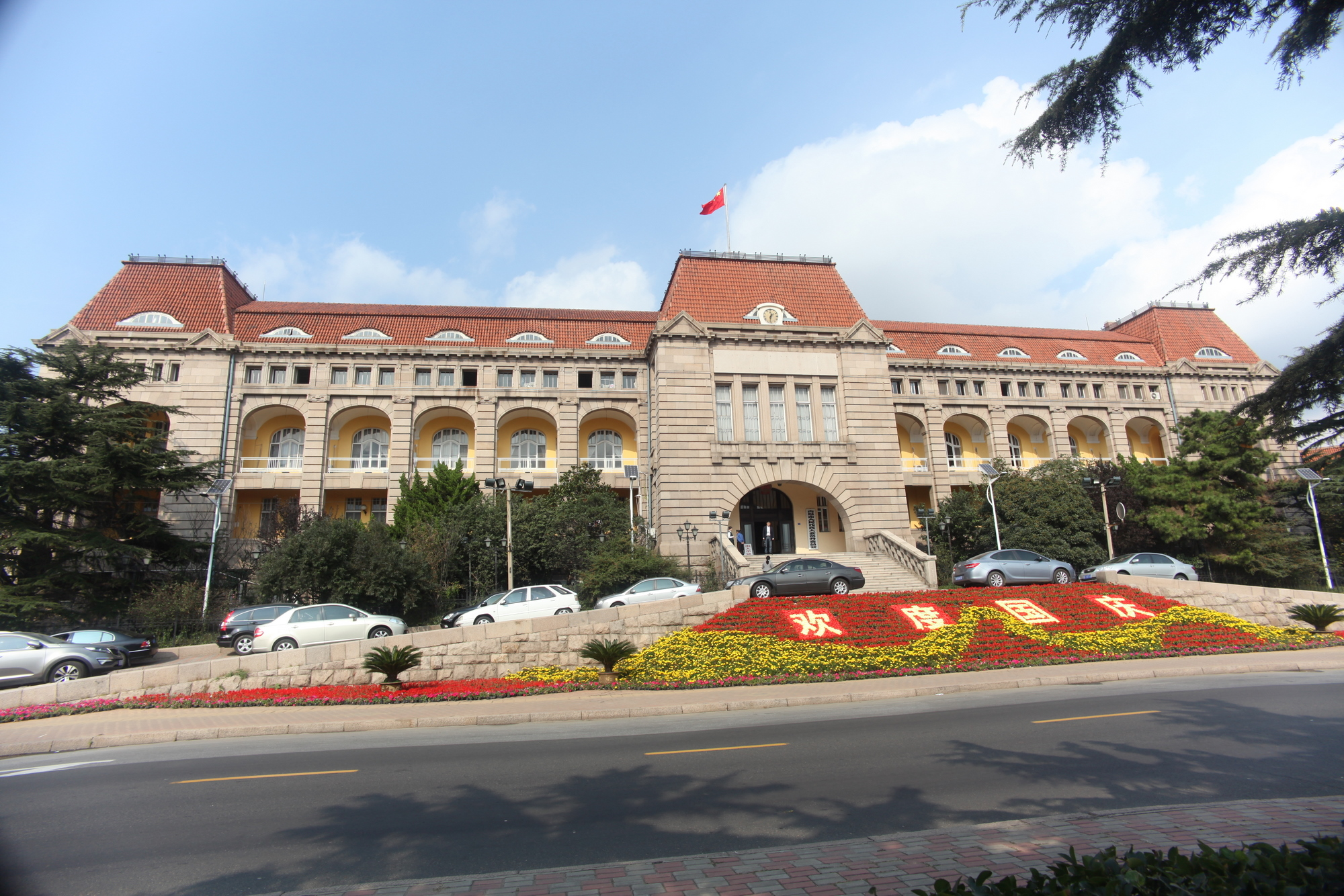
Ehemaliges deutsches Verwaltungs-Hauptquartier
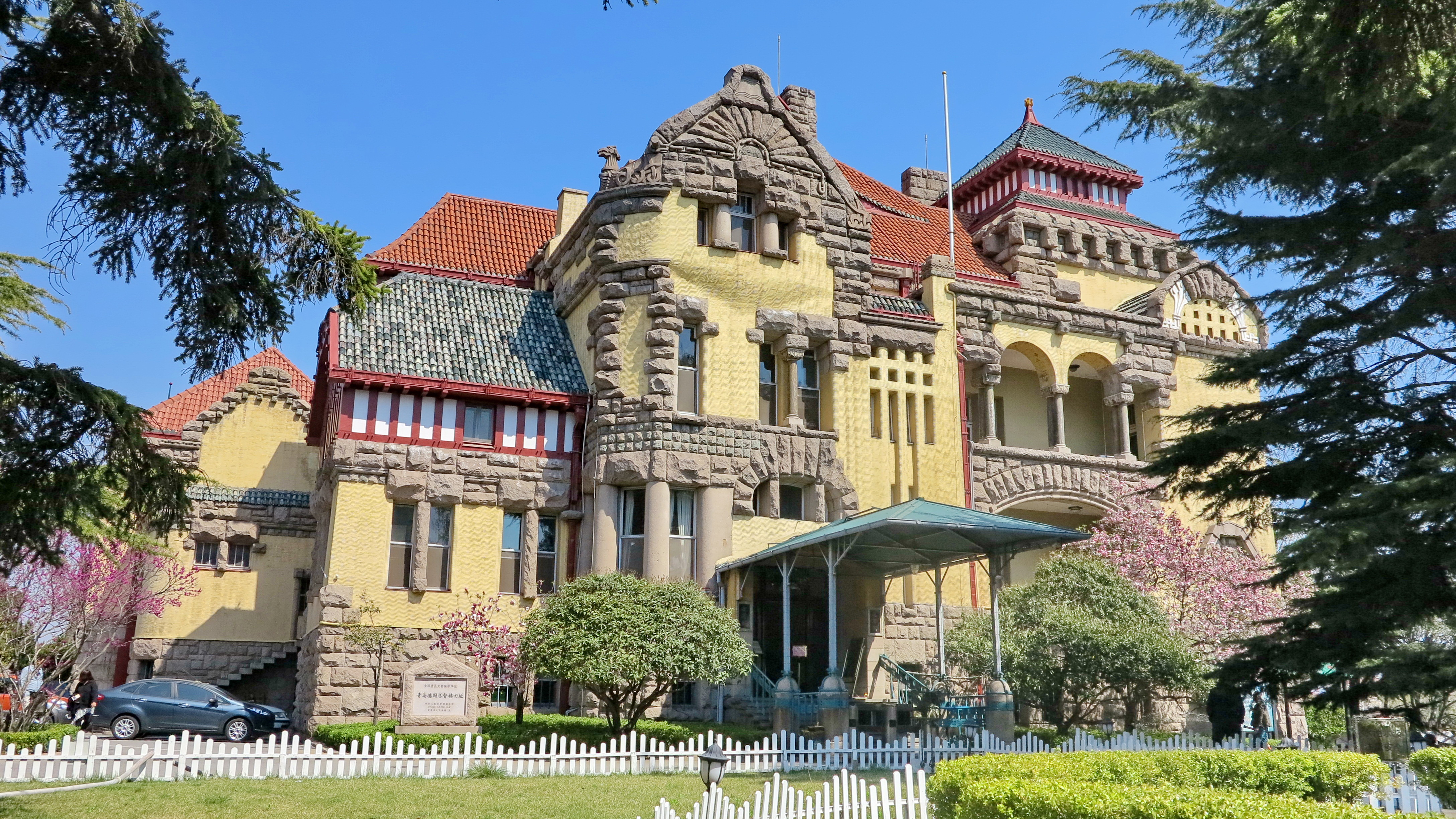
Ehemalige Residenz des deutschen Gouverneurs in Qingdao

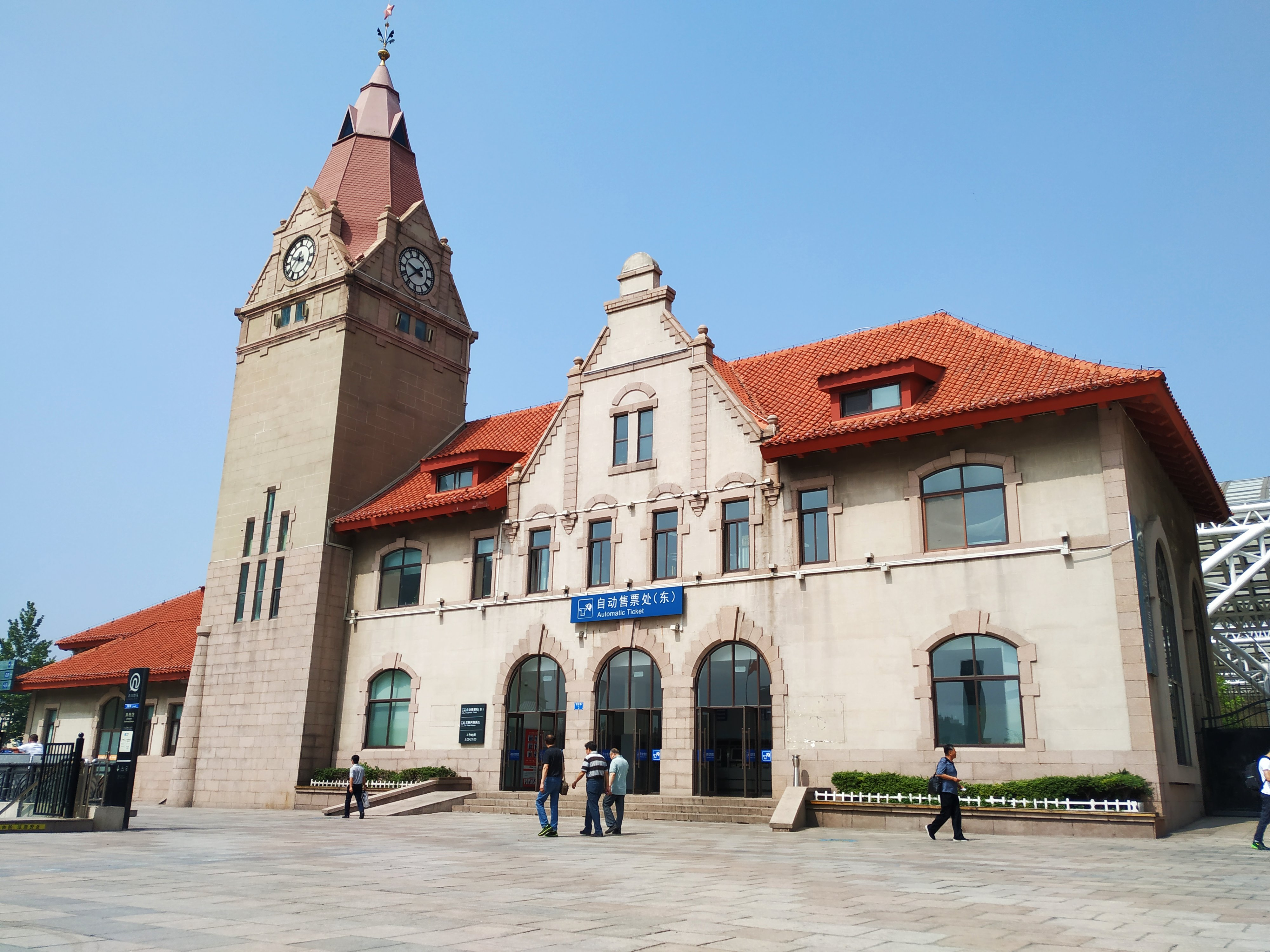
Der alte Bahnhof von Qingdao
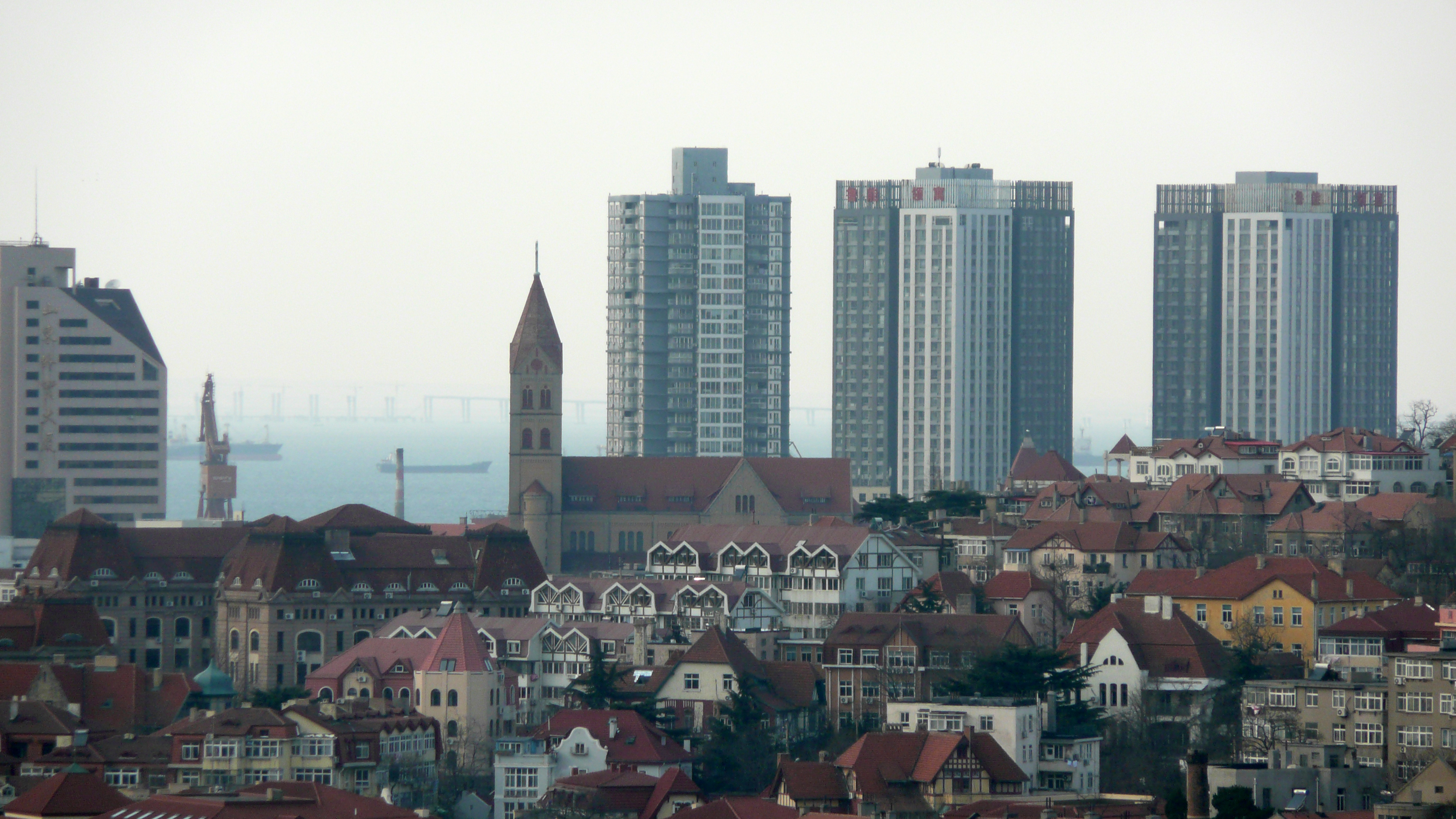
Blick auf die Altstadt von Qingdao
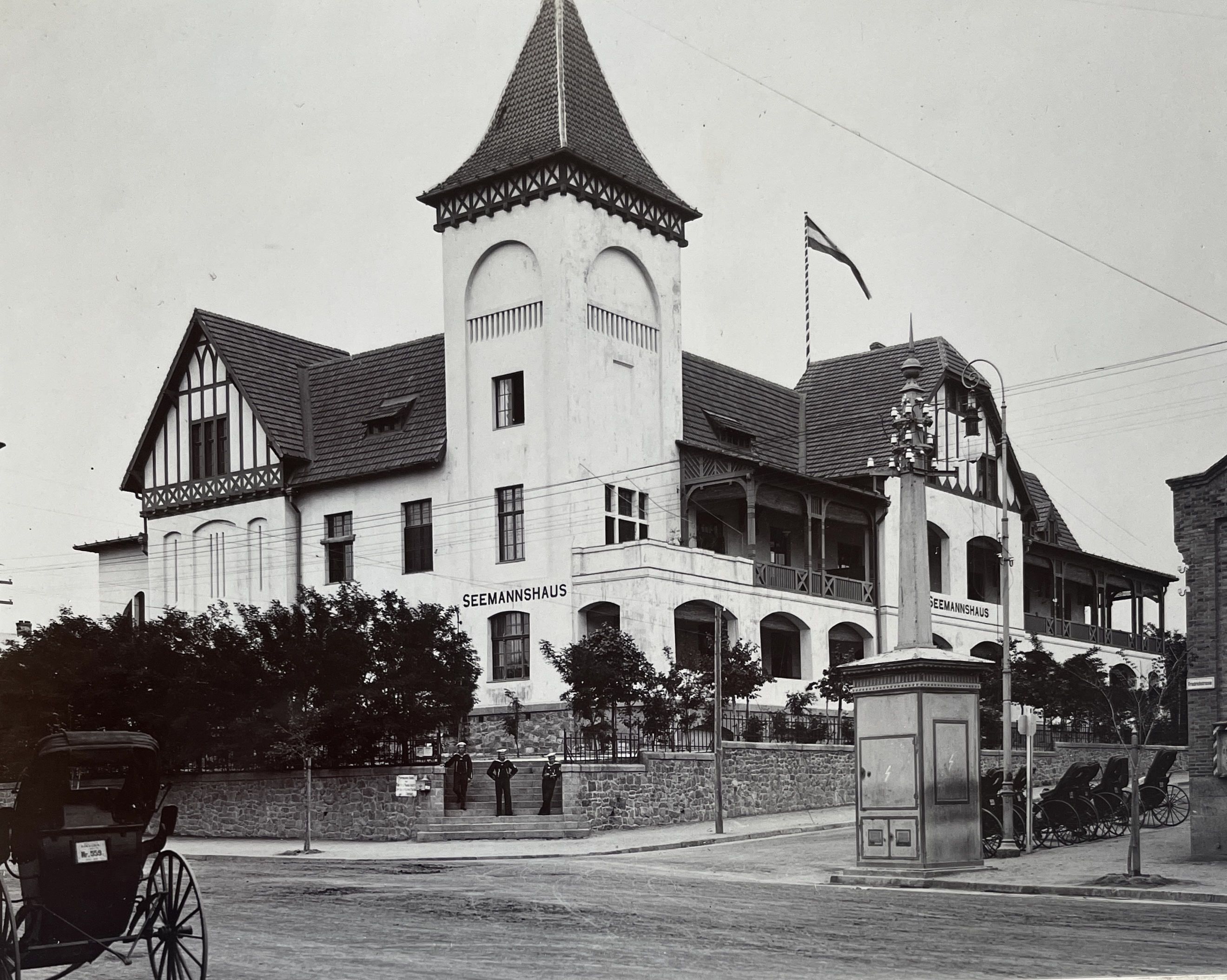
Seemannshaus (Aufnahme von 1908)
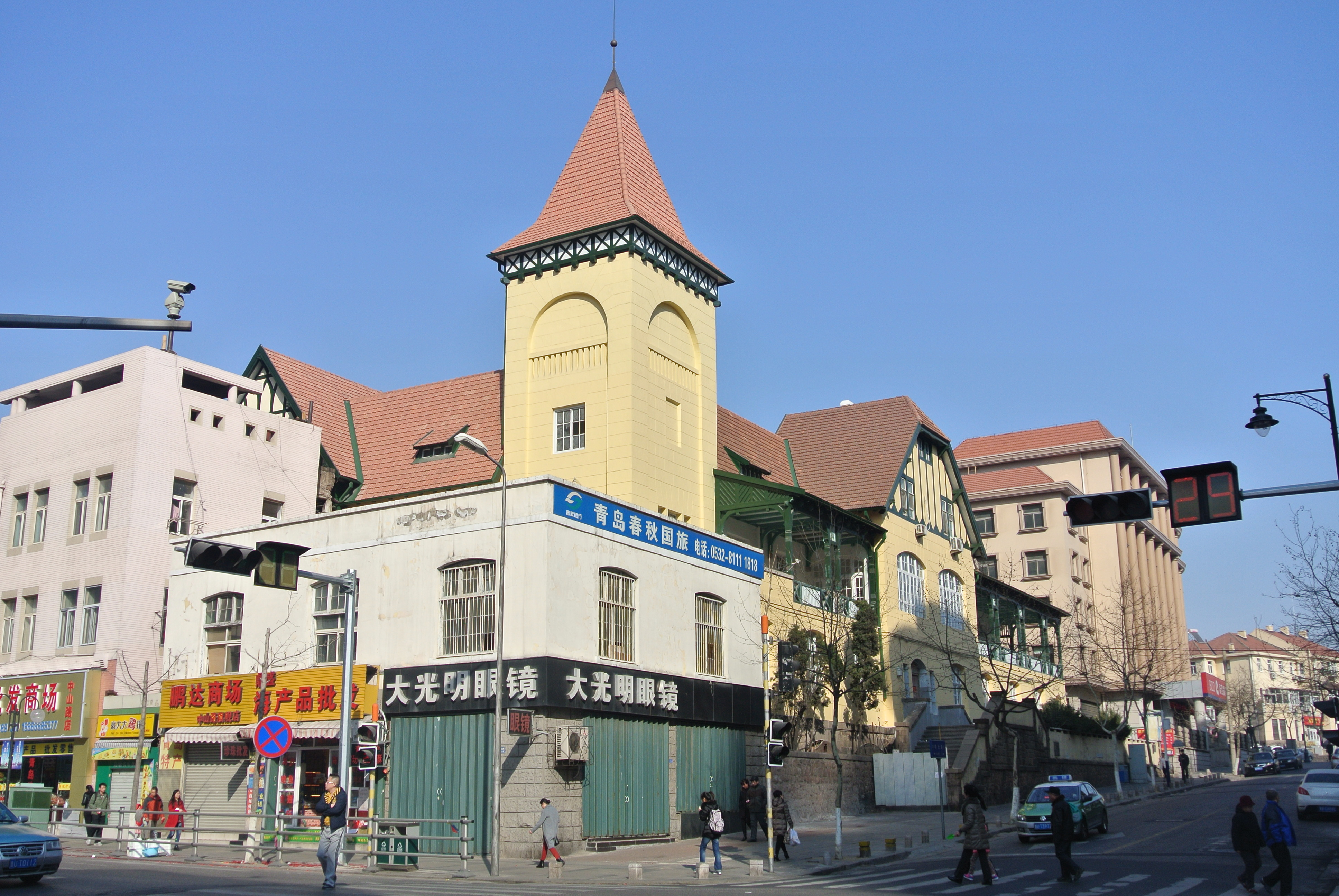
Ehemaliges Seemannshaus (Aufnahme von 2016)

## Wirtschaft

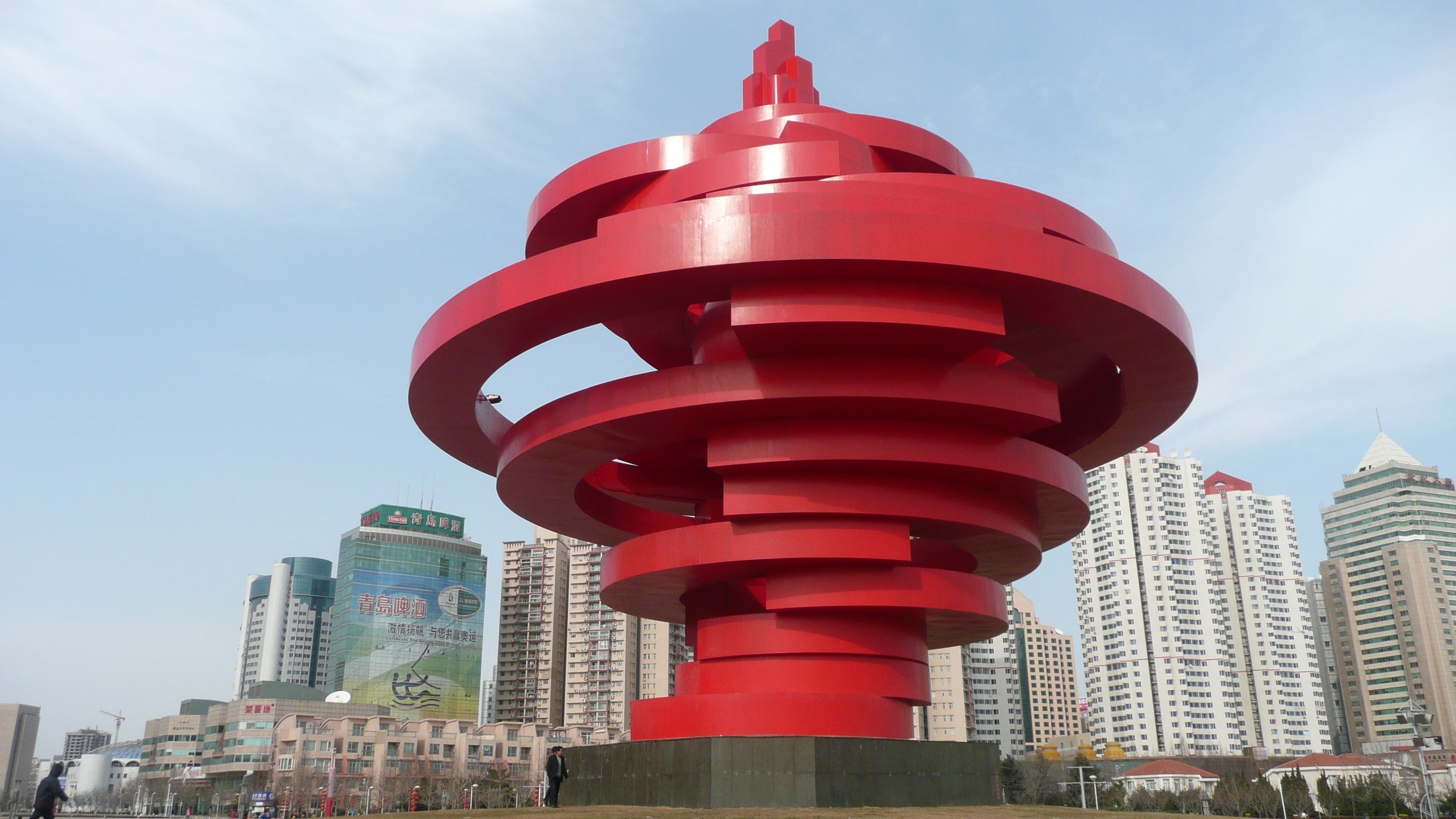
Der Platz des 4. Mai – Neues Zentrum von Qingdao

Laut einer Studie aus dem Jahr 2014 erwirtschafte Qingdao ein Bruttoinlandsprodukt von 208,7 Milliarden US-Dollar in Kaufkraftparität. In der Rangliste der wirtschaftsstärksten Metropolregionen weltweit belegte die Stadt damit den 52. Platz. Das BIP pro Kopf liegt bei 23.281 US-Dollar (KKP). In der Stadt waren 2,7 Millionen Arbeitskräfte beschäftigt. Mit 10 % jährlich im Zeitraum von 2009 bis 2014 wuchs das BIP pro Kopf schnell.

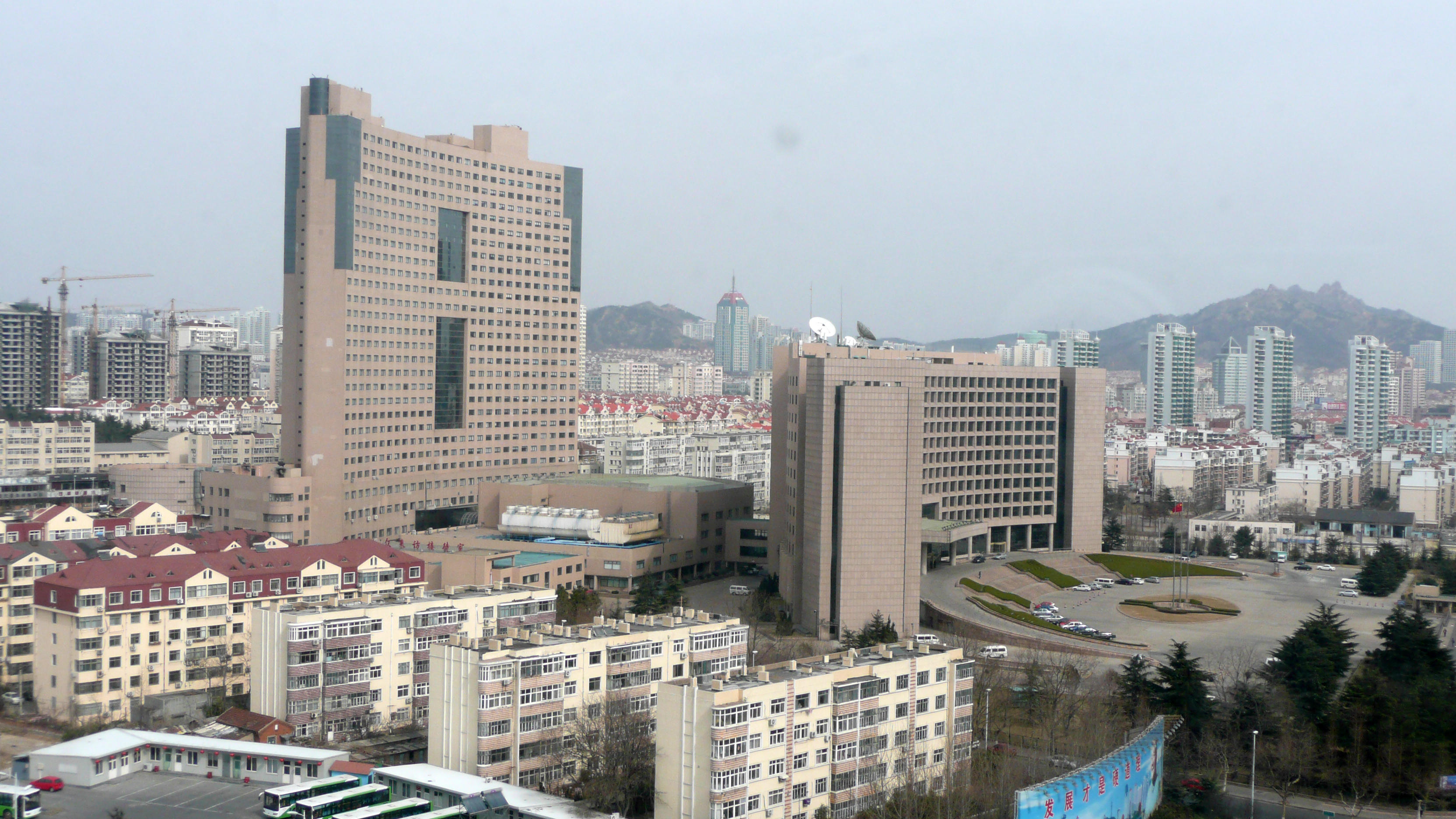
Sitz der Stadtverwaltung im neuen Zentrum

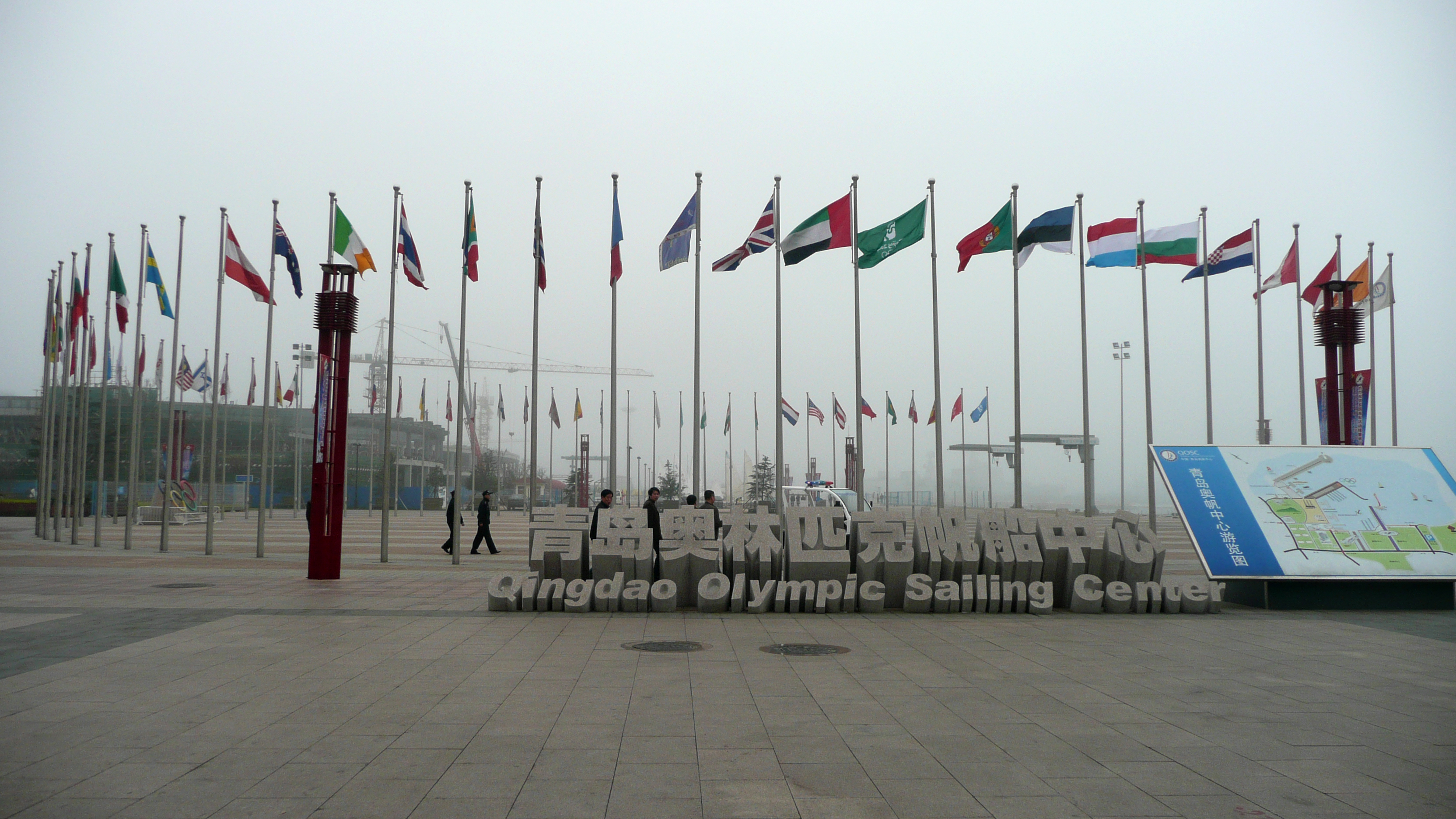
Olympisches Segel-Zentrum

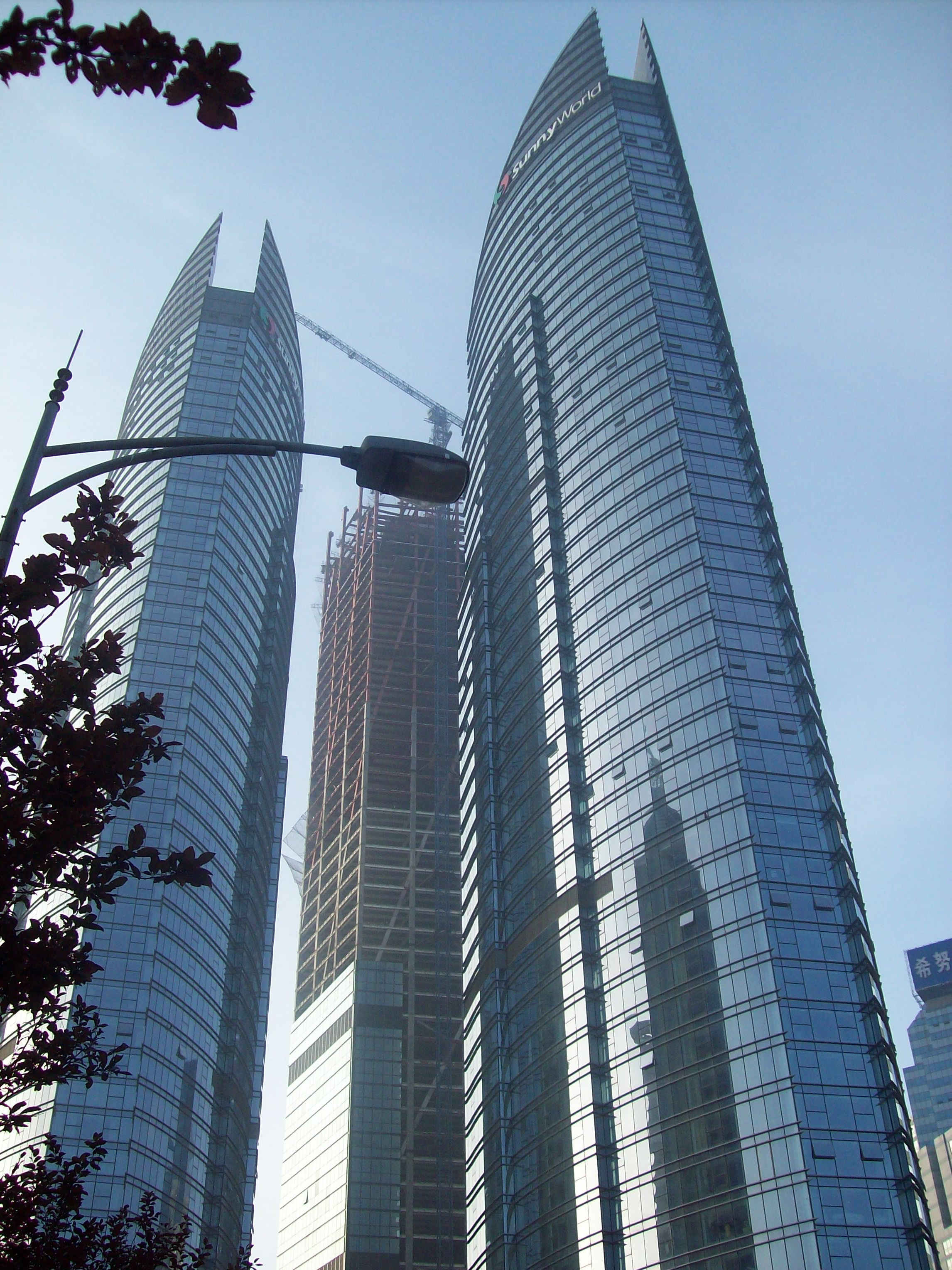
Wolkenkratzer in Qingdao

Wirtschaftlich entwickelte sich Qingdao nach der Öffnung Chinas im Jahr 1978 sehr schnell.
Qingdao ist für die Produktion von Fischprodukten, Meeresfrüchten, Textilien (Jean Pierre, Hong Ling etc.), Haushaltselektronik (Haier, Hisense, Aocma etc.) und Reifen (Goodyear, Shuangxin etc.) bekannt. Die koreanische Sejung Musical Instruments Co. Ltd. errichtete 2001 eine Großproduktion von Musikinstrumenten, die nicht nur Flügel und Klaviere, sondern jährlich auch über 500.000 akustische und elektrische Gitarren herstellt. Auch die ehemals deutsche Brauerei ist nun ein weltweit agierendes Unternehmen und besitzt inzwischen Brauereien in ganz China, Teilen Asiens und Nordamerikas. Ihr Bier wird unter dem Namen Tsingtao weltweit vertrieben. Zusätzlich wird seit 1991 jährlich im August das in China einzigartige Qingdaoer Bierfest abgehalten, das dem Münchner Oktoberfest nachempfunden ist und zahlreiche Touristen sowie deutsche Brauereien anlockt.
In Jimo, nahe Qingdao, errichtet Airbus 2017 zusammen mit einem chinesischen Partner ein Hubschrauberwerk.
In Qingdao befindet sich auch der Deutsch-Chinesische Ökopark.
In einer Rangliste der wichtigsten Finanzzentren weltweit belegte Qingdao den 33. Platz (Stand: 2018).

## Verkehr

### Schifffahrt
Als Tiefseehafen ist Qingdao bedeutend für die ölverarbeitende Industrie und den Güterverkehr der gesamten Halbinsel Shandong. Der Hafen der Stadt ist der drittgrößte Hafen Chinas und der achtgrößte der Welt. Er umfasst das alte Hafengebiet, den Huangdao-Ölhafen, das neue Qianwan-Hafengebiet und den Dongjiakou-Hafenbereich. Der Hafen von Qingdao gilt als der größte Hafen der Welt für Eisenerzimporte, als Chinas wichtigste Anlage zur Aufnahme von Erdöl und als zweitwichtigster Hafen für den Außenhandel des Landes. Der gesamte Güterdurchsatz betrug 2011 nach Angaben der Hafenverwaltung rund 370 Millionen Tonnen. 2012 betrug der Containerumschlag rund 14,5 Millionen TEU, gut 11 Prozent mehr als im Vorjahr. Der Hafen wird bis 2020 für 4,7 Milliarden Euro erweitert. Nach dem Ausbau soll der Hafen den bisherigen Spitzenreiter Shanghai ablösen und größter Hafen der Welt werden.

### Eisenbahn
Bereits 1904 wurde die Schantung-Bahn nach Jinan eröffnet. Dieser folgten etwa 100 Jahre später zwei zweigleisige, elektrifizierte Schnellfahrstrecken in der gleichen Relation, darunter die Schnellfahrstrecke Qingdao–Taiyuan. Am 26. Dezember 2018 wurde als dritte Schnellfahrstrecke in dieser Relation die Bahnstrecke Qingdao–Jinan (3) eröffnet und am gleichen Tag eine weitere Neubaustrecke von Qingdao nach Yancheng.

### Straßenverkehr
Am 27. Dezember 2010 wurde die Jiaozhou-Bucht-Brücke fertiggestellt, die Qingdao mit Huangdao und dem Flughafen Qingdao-Liuting verbindet. Sie ist mit einer Gesamtlänge von 42 Kilometern die längste Autobrücke der Welt über Wasser. Die Brücke wurde am 30. Juni 2011 für den Verkehr freigegeben. Zuvor war bereits der Jiaozhou-Bucht-Tunnel erbaut worden, der ebenfalls Qingdao mit der Insel Xuejia im Bezirk Huangdao verbindet und eine Länge von 7,8 Kilometer, davon 3,95 Kilometer unter Wasser verlaufend, aufweist.

### U-Bahn

Streckennetz der Metro Qingdao (Stand Ende 2022)

Das Netz der Qingdao Metro umfasst vier Metrolinien in der Stadt und drei Überlandlinien, die weit in die Vororte reichen. Die erste Linie wurde am 16. Dezember 2015 eröffnet. Es ist über 300 Kilometer lang und hat mehr als 150 Stationen.
Insgesamt sind 16 Linien und zwei Zubringerlinien geplant. Das gesamte Streckennetz soll eine Länge von 836 km erhalten und gegen 2050 fertiggestellt werden.

### Straßenbahn
Die erste Teilstrecke der Straßenbahn Qingdao wurde am 5. März 2016 eröffnet. Die 8,8 km lange Strecke hat 12 Haltestellen. Nur ein kurzer Abschnitt von 400 m Länge verläuft auf der Straße. Ein Novum in der Straßenbahngeschichte ist die Tatsache, dass die Fahrzeuge mit Brennstoffzellen ausgerüstet wurden. Dadurch konnte auf Teilabschnitten der Strecke auf die Oberleitung verzichtet werden.

### Flughafen
Der Flughafen Qingdao-Liuting wird vorrangig für nationale Verbindungen genutzt. Er liegt etwa 20 km vom Stadtzentrum entfernt.
Die Bindung an Deutschland wird seit 2012 mit einer Direktverbindung der Lufthansa zwischen Frankfurt und Qingdao unterstrichen.
Da der Flughafen die Grenzen seiner Leistungsfähigkeit erreicht hat, soll er gegen 2020 durch einen neuen Flughafen Qingdao Jiaodong International Airport abgelöst werden.

## Wissenschaft
In Qingdao sind mehrere Universitäten beheimatet, darunter die namhafte Chinesische Ozean-Universität, ein nationales Kompetenzzentrum für Meerestechnik und Fischerei. Die Universität für Wissenschaft und Technik Qingdao unterhält zusammen mit der Universität Paderborn die CDTF (Chinesisch-Deutsche Technische Fakultät). Weitere Hochschulen umfassen unter anderem die Qingdao-Universität und die Technische Universität Qingdao.

## Tourismus
Qingdao ist einer der wenigen bedeutenden Badeorte in China. Die Deutschen gaben der Stadt den Beinamen Neapel am Gelben Meer. In der Nähe der Stadt befindet sich der Ausflugsort Lao Shan mit dem daoistischen Tempel Taiqing Gong. Von der deutschen Kolonialzeit sind noch die Gouverneursvilla, die evangelische Kirche, die katholische Kathedrale (vollendet erst 1934), die Seebrücke Zhan Qiao, Teile des zu besichtigenden deutschen Bunkersystems und einige weitere Kolonialbauten erhalten. Allerdings wurde das einzigartige Panorama der Stadt durch Hochhausbauten teilweise zerstört.
Die nur sechs Kilometer vom Zentrum der Stadt gelegene Fushan-Bucht mit dem Internationalen Segelzentrum Qingdao war der Austragungsort der Segelwettbewerbe der Olympischen Sommerspiele 2008.
Bei einer jährlich stattfindenden Auswahl wurde Qingdao im Jahre 2009 von einem in Hongkong ansässigen Institut zur lebenswertesten Stadt in Festlandchina gewählt. Zudem hat das chinesische Institut für Wettbewerbsstärke 2012 ermittelt, dass Qingdao die glücklichste Stadt Chinas sei.
2016 wurde die Stadt auch von der Chinesischen Akademie der Wissenschaften zur lebenswertesten Stadt Chinas gekürt.

## Partnerstädte
Die Stadt Qingdao unterhält mit Städten weltweit Kooperationen, Freundschaften sowie folgende Städtepartnerschaften:
| Stadt            | Land                   | seit | Bemerkung                |
| ---------------- | ---------------------- | ---- | ------------------------ |
| Shimonoseki      | Japan                  | 1979 | –                        |
| Long Beach       | Vereinigte Staaten     | 1985 | –                        |
| Acapulco         | Mexiko                 | 1985 | –                        |
| Wilhelmshaven    | Deutschland            | 1992 | als Hafenpartnerschaft   |
| Odessa           | Ukraine                | 1993 | –                        |
| Daegu            | Südkorea               | 1993 | –                        |
| Nes Ziona        | Israel                 | 1997 | –                        |
| Velsen           | Niederlande            | 1998 | –                        |
| Southampton      | Vereinigtes Königreich | 1998 | –                        |
| Puerto Montt     | Chile                  | 1999 | –                        |
| Galway           | Irland                 | 1999 | –                        |
| Paderborn        | Deutschland            | 2003 | Kooperationsvereinbarung |
| Montevideo       | Uruguay                | 2004 | –                        |
| Klaipėda         | Litauen                | 2004 | –                        |
| Bilbao           | Spanien                | 2004 | –                        |
| Nantes           | Frankreich             | 2005 | –                        |
| Miami            | Vereinigte Staaten     | 2005 | –                        |
| Brest            | Frankreich             | 2006 | Kooperationsvereinbarung |
| Sankt Petersburg | Russland               | 2007 | –                        |
| Wuppertal        | Deutschland            | 2008 | –                        |
| Regensburg       | Deutschland            | 2009 | –                        |
| Mannheim         | Deutschland            | 2016 | [ 30 ]                   |

## Persönlichkeiten sowie Töchter und Söhne
- Richard Wunsch (1869–1911), deutscher Mediziner, ab 1908 Leiter des Faber-Hospitals in Qingdao
- Elise Troschel (1869–1952), deutsche Medizinerin, 1903–1906 selbstständige Frauenärztin in Qingdao
- Edmund Dipper (1871–1933), deutscher Allgemeinmediziner und Gynäkologe, von 1901 bis 1908 Leiter des Faber-Hospitals in Qingdao
- Richard Wilhelm (1873–1930), deutscher Sinologe und Theologe, arbeitete zwischen 1900 und 1920 als Pfarrer und Pädagoge in der Stadt
- Gunther Plüschow (1886–1931), wurde im Ersten Weltkrieg als Flieger von Tsingtau bekannt
- Hellmut Wilhelm (1905–1990), in Qingdao geborener deutsch-US-amerikanischer Sinologe, Sohn von Richard Wilhelm
- Werner Hundertmark (1909–1945), deutscher Buchhändler und Dichter
- Hanns Peter Wolff (1914–2010), deutscher Internist und Nephrologe, Hochschullehrer
- Toshirō Mifune (japanisch 三船 敏郎 Mifune Toshirō; 1920–1997), in Qingdao geborener japanischer Schauspieler
- Kuo Heng-yü (1929–2011), Sinologe
- Hachidai Nakamura (1931–1992), japanischer Jazzpianist und Songwriter
- Dieter Voigt (* 1936 in Qingdao), deutscher Soziologe, Professor in Gießen und Bochum
- Ulrich Sieber (* 1938), deutscher Bibliothekar
- Susan Cohn Lackman (* 1948), US-amerikanische Komponistin, Librettistin und Musikpädagogin
- Ma Jian (* 1953), in Qingdao geborener Schriftsteller
- Li Cunxin (* 1961), Balletttänzer
- Yunli Schreiner (Geburtsname: Qiao Yunli, * 1965), deutsche Tischtennisspielerin
- Qiao Yunping (* 1968), Tischtennisspielerin (Schwester von Yunli Schreiner)
- Xianwei Zhu (* 1971), Künstler
- Huang Xiaoming (* 1977), Schauspieler und Sänger
- Fan Bingbing (* 1981), Schauspielerin
- Bu Xiangzhi (* 1985), Schachgroßmeister, errang 1999 als bis dahin jüngster Spieler der Schachgeschichte den Großmeistertitel
- Liu Feiliang (* 1985), Stabhochspringer
- Zhang Jike (* 1988), Tischtennisspieler
- Jiang Yan (* 1989), Ruderin
- Li Lei (* 1992), Fußballspieler
- Huang Zitao (* 1993), Sänger, Rapper, Schauspieler und bis 2015 Mitglied der Boygroup Exo
- Liu Yang (* 1995), Fußballspieler
- Cao Shuting (* 2000), Beachvolleyball- und Volleyballspielerin

## Klimatabelle
|                       | Jan  | Feb  | Mär | Apr  | Mai  | Jun  | Jul  | Aug  | Sep  | Okt  | Nov  | Dez  |   |      |
| Mittl. Tagesmax. (°C) | 4,9  | 4,1  | 8,0 | 14,1 | 19,4 | 23,2 | 26,3 | 27,1 | 25,0 | 19,7 | 12,3 | 4,9  | ⌀ | 15,8 |
| Mittl. Tagesmin. (°C) | −2,7 | −3,8 | 0,7 | 6,6  | 11,9 | 16,8 | 21,1 | 23,1 | 17,9 | 12,1 | 4,8  | −1,7 | ⌀ | 9    |
|                       |      |      |     |      |      |      |      |      |      |      |      |      |   |      |
| Niederschlag (mm)     | 11   | 9    | 19  | 34   | 42   | 77   | 150  | 149  | 85   | 33   | 22   | 17   | Σ | 648  |
|                       |      |      |     |      |      |      |      |      |      |      |      |      |   |      |
| Sonnenstunden (h/d)   | 6,1  | 6,4  | 7,0 | 7,3  | 7,8  | 7,5  | 5,9  | 7,1  | 7,3  | 7,3  | 6,3  | 6,0  | ⌀ | 6,8  |
|                       |      |      |     |      |      |      |      |      |      |      |      |      |   |      |
| Regentage (d)         | 2    | 2    | 3   | 4    | 5    | 5    | 9    | 8    | 5    | 4    | 3    | 2    | Σ | 52   |
|                       |      |      |     |      |      |      |      |      |      |      |      |      |   |      |
| Wassertemperatur (°C) | 3    | 3    | 4   | 6    | 12   | 17   | 22   | 26   | 23   | 20   | 14   | 8    | ⌀ | 13,2 |
|                       |      |      |     |      |      |      |      |      |      |      |      |      |   |      |
| Luftfeuchtigkeit (%)  | 67   | 66   | 66  | 67   | 71   | 81   | 87   | 80   | 69   | 68   | 67   | 65   | ⌀ | 71,2 |

| −2,7 |

| −3,8 |

| 0,7 |

| 6,6 |

| 11,9 |

| 16,8 |

| 21,1 |

| 23,1 |

| 17,9 |

| 12,1 |

| 4,8 |

| −1,7 |

| −2,7 |

| −3,8 |

| 0,7 |

| 6,6 |

| 11,9 |

| 16,8 |

| 21,1 |

| 23,1 |

| 17,9 |

| 12,1 |

| 4,8 |

| −1,7 |

## Rezeptionen

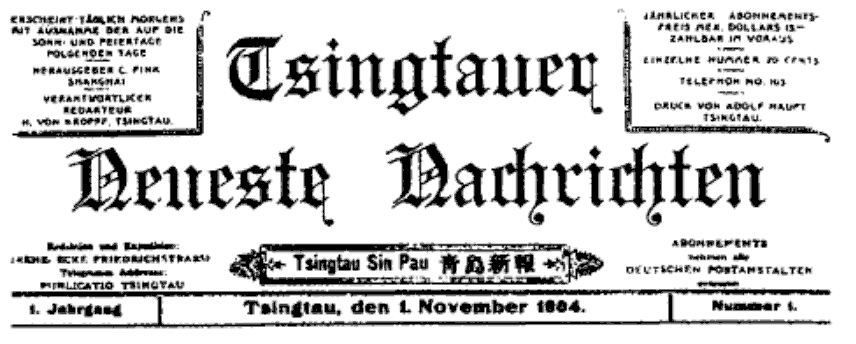
Tsingtauer Neueste Nachrichten (1904)

- Dietmar Schulz: Tsingtau - Auf deutschen Spuren in China. Deutschland 2008. (Dokumentationsfilm)
- Sibylle Spindler: Die Ärztin von Tsingtau. 1. Auflage. Aufbau Taschenbuch, Berlin 2015, ISBN 978-3-7466-3092-2, S. 493 (Historischer Roman; Auswertung alter Fotos und der Tageszeitung Tsingtauer Neueste Nachrichten (1904–1914)).[31][32]